# Honoré Martinon
Pour les articles homonymes, voir Martinon.
Honoré Martinon, né le 15 août 1854 au château de Blessac (Creuse) et mort le 9 juillet 1947 au même endroit, est un homme politique français.

## Biographie
Maire de Blessac, il est président du comice agricole de l'arrondissement d'Aubusson. Il est député de la Creuse de 1889 à 1898 et siège à gauche.
Il a épousé en 1884 Marie-Thérèse Fourot, fille d'Armand Fourot (1834-1882), ancien député de la Creuse.
Après sa mort, le château de Blessac fut vendu en 1950.

## Hommages et distinctions
- Officier du Mérite agricole (1924).
- Chevalier de la Légion d'honneur (1924).

## Sources
- « Honoré Martinon », dans le Dictionnaire des parlementaires français (1889-1940), sous la direction de Jean Jolly, PUF, 1960 [détail de l’édition]
- Notice d'Honoré Martinon sur le site de l'Assemblée nationale